# Kolšov
Kolšov (německy Kolleschau) je obec v okrese Šumperk v Olomouckém kraji. Žije zde 709 obyvatel.

## Název
Vesnice se původně jmenovala Kojišov. Místní jméno bylo odvozeno od osobního jména Kojiš, což byla domácká podoba jména Kojislav nebo Kojata, a znamenalo "Kojišův majetek". Od 14. do 16. století bylo jméno vesnice zapisováno též jako Kožišov (Kožušov). Tvar Kolšov vznikl záměnou j > l z podoby Kojšov, písemně poprvé zaznamenáno 1672.

## Historie
První písemná zmínka o vesnici pochází z roku 1356 (in Coyssaw).

## Obyvatelstvo
| Rok            | 1869 | 1880 | 1890 | 1900 | 1910 | 1921 | 1930 | 1950 | 1961 | 1970 | 1980 | 1991 | 2001 | 2011 | 2021 |
| -------------- | ---- | ---- | ---- | ---- | ---- | ---- | ---- | ---- | ---- | ---- | ---- | ---- | ---- | ---- | ---- |
| Počet obyvatel | 291  | 323  | 380  | 391  | 399  | 432  | 484  | 489  | 615  | 604  | 682  | 723  | 742  | 736  | 666  |
| Počet domů     | 39   | 41   | 42   | 46   | 52   | 54   | 77   | 100  | 127  | 133  | 156  | 202  | 207  | 219  | 231  |

## Obecní správa

### Obecní symboly
Znak a vlajka byly obci uděleny rozhodnutím předsedy Poslanecké sněmovny Parlamentu České republiky dne 5. října 2004. Dvě husy ve znaku představují dva bratry, kteří vesnici založili s odkazem na svatého Martina, po kterém je pojmenována místní kaple. Modrá barva symbolizuje řeku Moravu a červená barva byla převzata z erbu Lichtenštejnů, kteří roku 1869 přikoupili kolšovský dvůr.[zdroj⁠?!]

## Pamětihodnosti
- Usedlost čp. 2 – lidová architektura z roku 1845 s výměnkem z roku 1869, bohatě členěná maltovým štukem
- Kaple svatého Martina z roku 1820

## Galerie

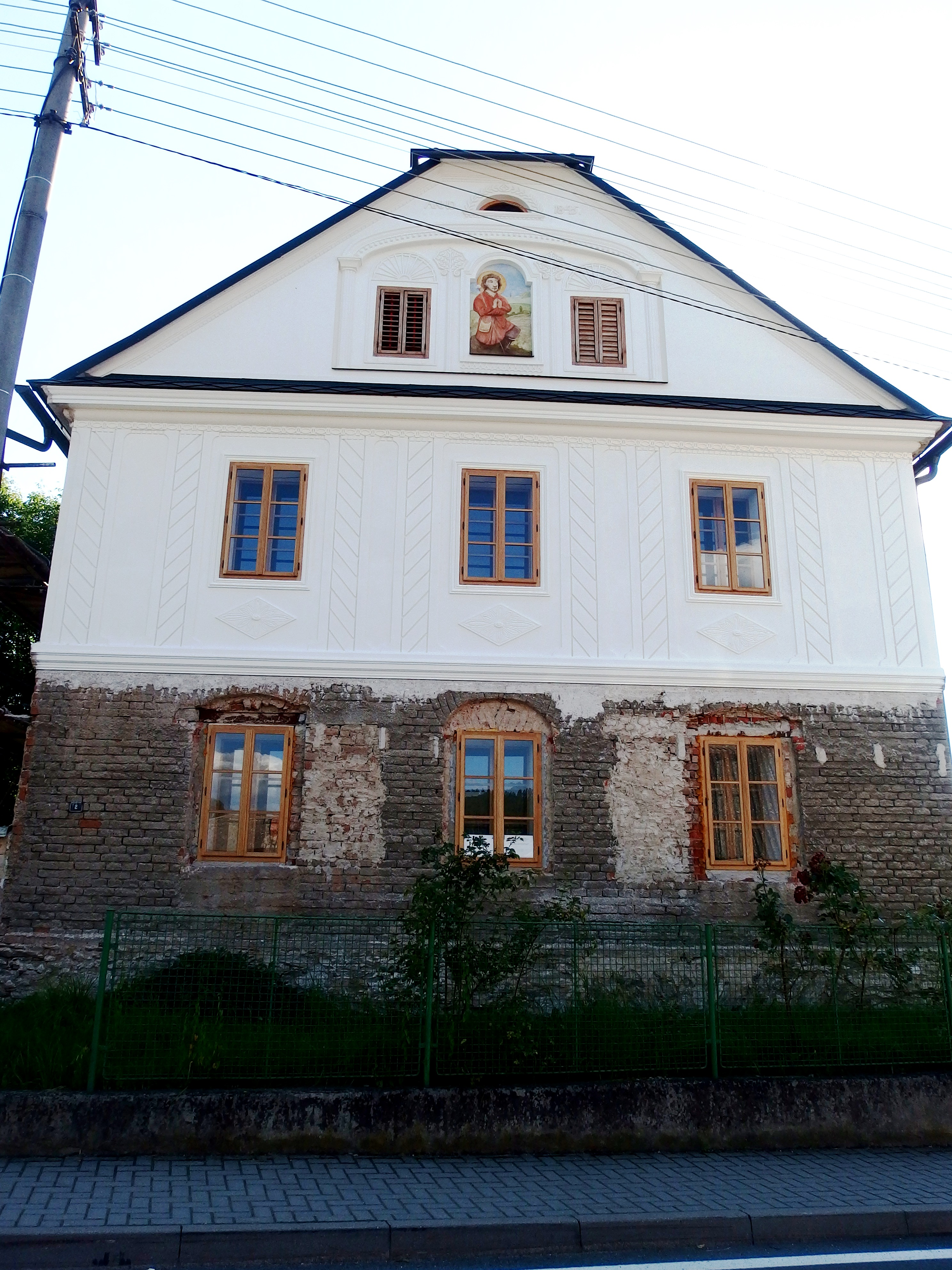
Památkově chráněná usedlost č. p. 2 z roku 1845 po částečné rekonstrukci
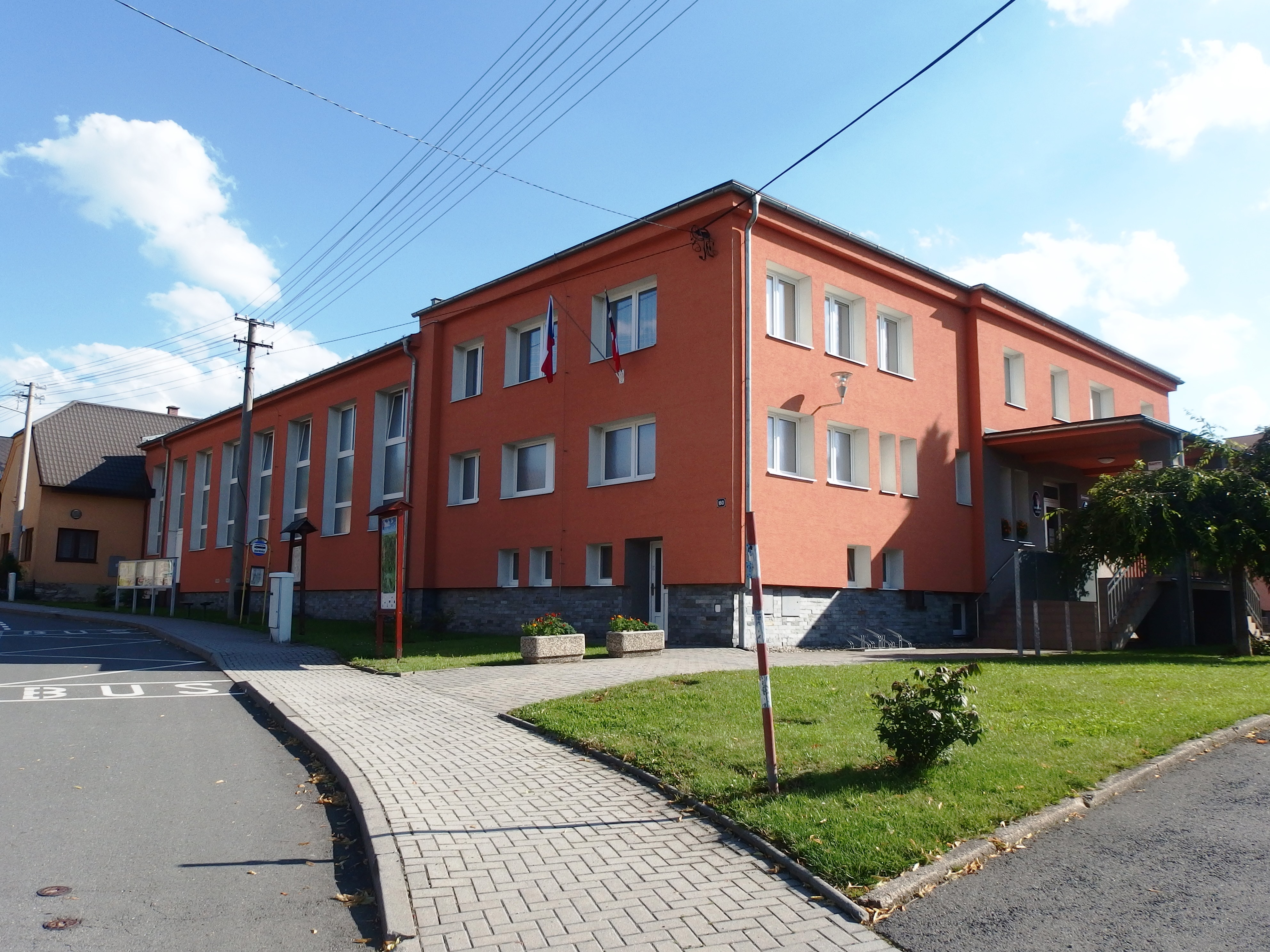
Obecní úřad
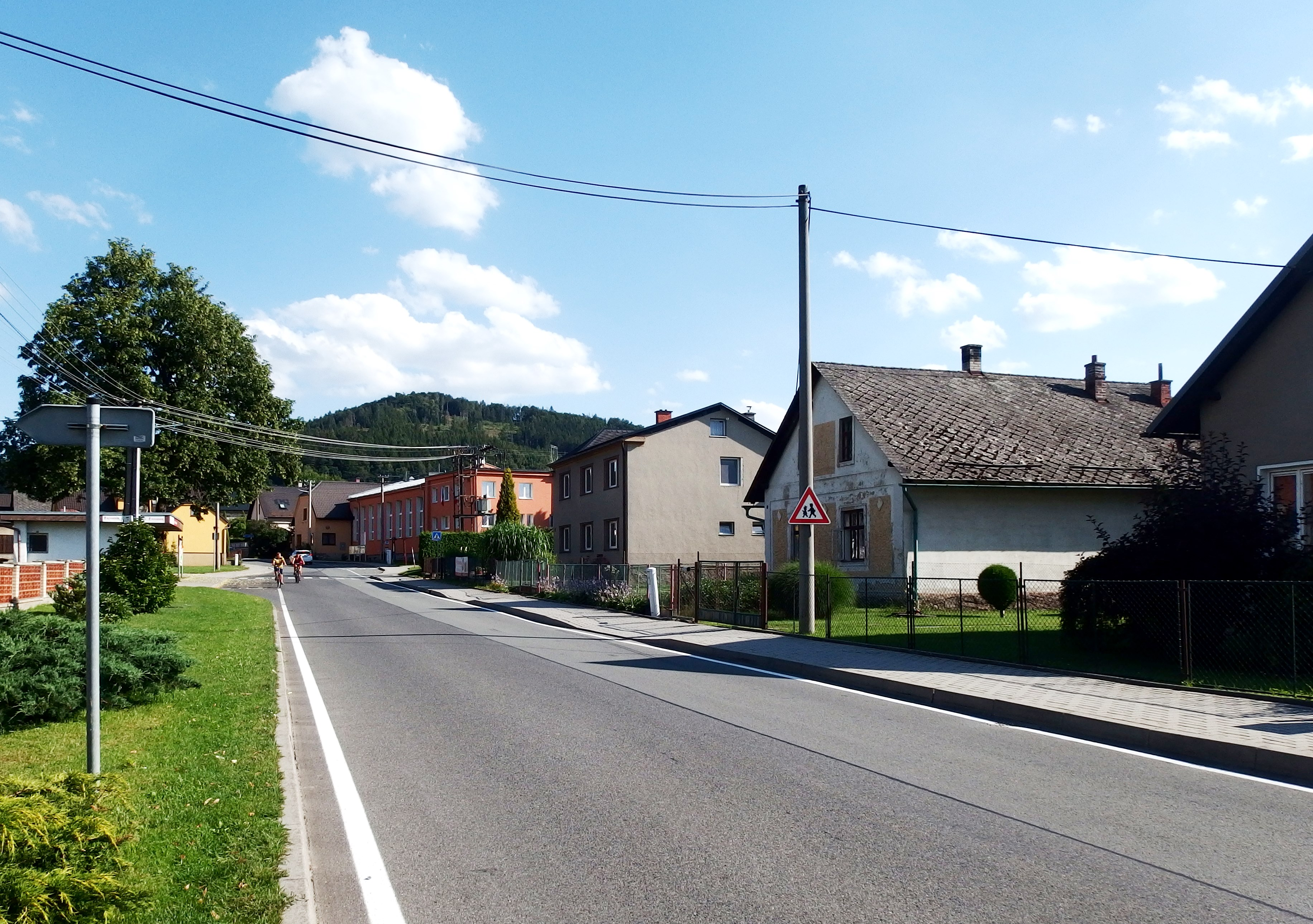
Hlavní ulice
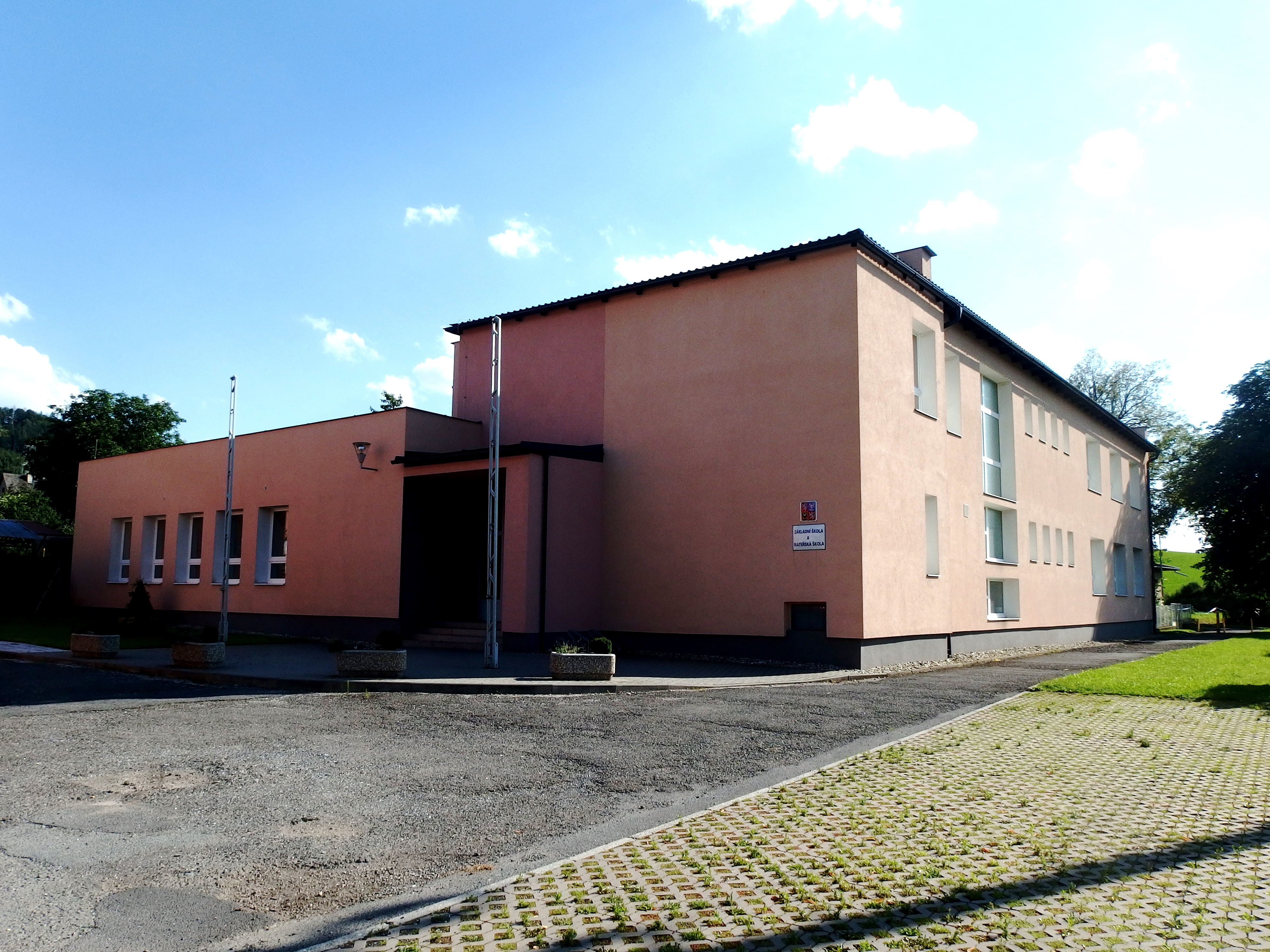
ZŠ a MŠ